# Trachenhöfstatt
Trachenhöfstatt is een plaats in de Duitse gemeente Heilsbronn, deelstaat Beieren, en telt 19 inwoners (2007).